# Liste des tours génoises en Corse

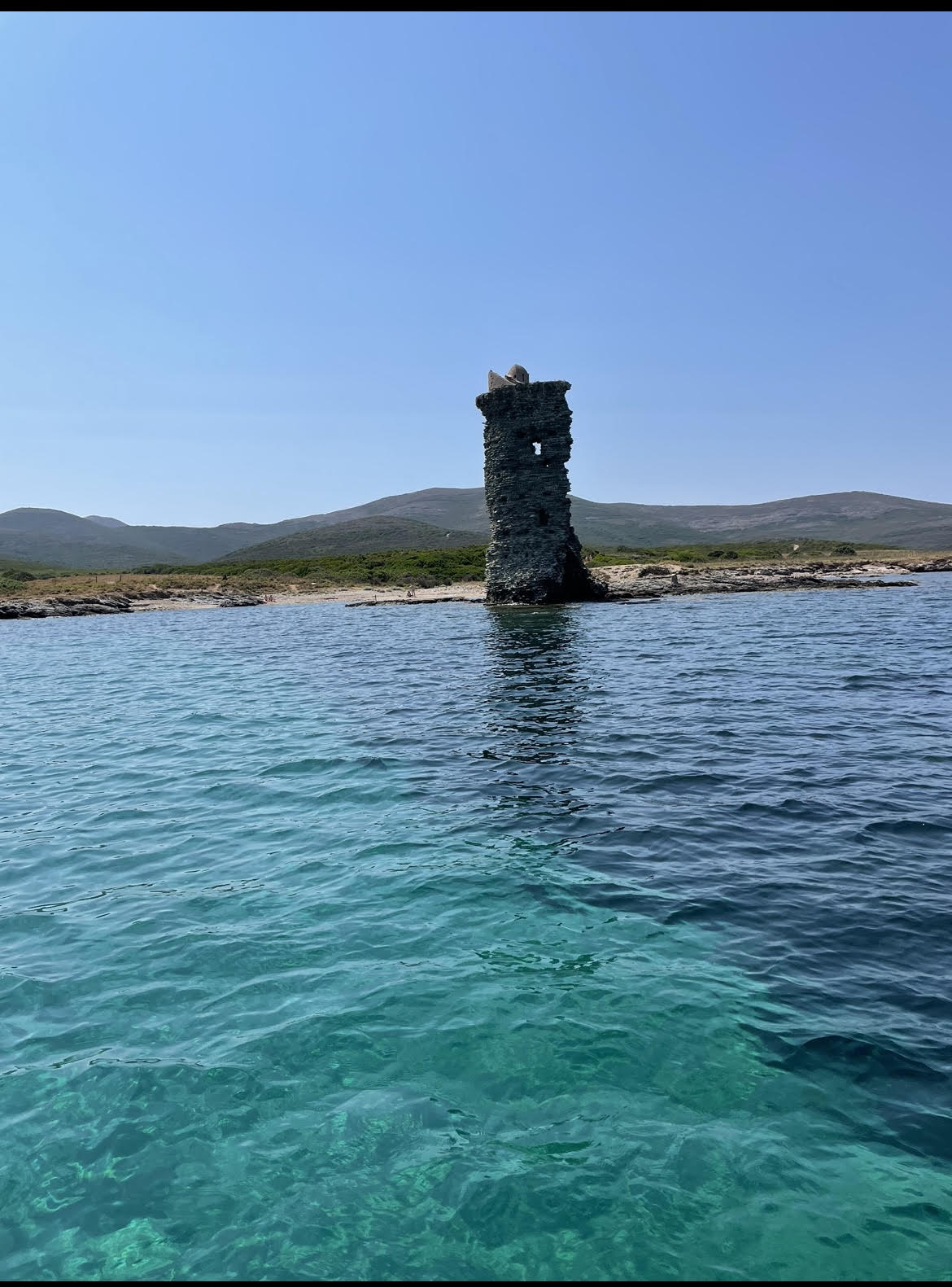
Tour Santa Maria della Chiappella, Rogliano, Cap Corse

Cette liste recense 84 tours génoises de Corse, soit 35 en Corse-du-Sud et 49 en Haute-Corse. Celles-ci sont présentées dans le sens horaire, en fonction de leur implantation, sur le littoral ou pas, depuis l'extrémité Nord de l'île. Sur les 120 tours génoises recensées en 1730, n'ont été retenues que les tours portées sur les cartes IGN, y compris celles qui sont aujourd'hui ruinées. 31 de ces tours sont inscrites à l'inventaire des monuments historiques et 2 sont classées : la tour de Sénèque à Luri et la tour de Poggio à Ersa.

## Origine
Il s'agit des tours de guet ou des maisons fortes construites principalement entre 1520 et 1630 durant l'occupation génoise ; cependant des édifices postérieurs comme la tour de Nonza (1757) ou celle de Castelluccio (v.1770), assimilées à des tours génoises, figurent dans cette liste.
Dans un rapport à son ministre faisant suite à la visite d'inspection qu'il fit en Corse, en automne 1839, durant deux mois, Prosper Mérimée, directeur des monuments historiques de France, a écrit :

« Le littoral de la Corse était défendu par des tours dont la construction ne remonte pas au-delà du XIVe siècle. Ces constructions ont eu lieu aux dépens des habitants, qui se sont imposés extraordinairement pour garantir leur littoral des incursions des pirates barbaresques. Le nombre de ces tours était de 85 au commencement du XVIIIe siècle. »

— Prosper Mérimée - Notes d'un voyage en Corse Note F. p. 195
Et de citer Canari, historien du XVIIe siècle, qui en avait fait la répartition de la manière suivante : 
- 15 sur la côte nord de l'île.
- 34 sur la côte occidentale.
- 6 sur la côte méridionale.
- 30 sur la côte orientale

« La plupart datent des XVe et XVIe siècles et même du XVIIIe siècle. Sauf quelques détails insignifiants, toutes me semblent bâties sur le même modèle, ce qui indiquerait que leur érection aurait eu lieu par suite d'une mesure générale. Elles se composent d'une salle basse, ordinairement voûtée, servant de magasin ; d'un étage au-dessus, destiné à loger la garnison ; enfin, d'une plate-forme entourée de créneaux et quelquefois de mâchicoulis. Le magasin ou salle basse ne communique pas avec l'extérieur. On entre dans la tour par le premier étage, en montant un escalier oblique, souvent une échelle, et une fois qu'elle était retirée en dedans, une demi-douzaine d'hommes pouvait tenir tout un jour dans cette petite forteresse contre des centaines d'assaillants. »

— Prosper Mérimée - Notes d'un voyage en Corse p. 164-165

## Liste
| Château                                 | Commune                             | Protection                               | Notes | Coordonnées                       | Illustration |
| --------------------------------------- | ----------------------------------- | ---------------------------------------- | --- | --------------------------------- | ------------ |
| Tour d'Agnello                          | Rogliano, Haute-Corse               |                                          | XVIe siècle, à l'extrémité de la pointe d'Agnello                                                                    | 43° 00′ 37″ N, 9° 25′ 37″ E       |              |
| Tour d'Albo                             | Ogliastro, Haute-Corse              | Inscrit MH (1992) · Notice no PA00099284 | XVIe et XVIIe siècles                                                                                                | 42° 48′ 29″ N, 9° 20′ 02″ E       |              |
| Tour d'Alistro                          | Canale-di-Verde, Haute-Corse        |                                          | | 42° 15′ 00″ N, 9° 33′ 14″ E       |              |
| Tour d'Ancone (Tour de Palmentoghjo)    | Calcatoggio, Corse-du-Sud           | Notice no IA2A001651                     | XVIe siècle | 42° 02′ 32″ N, 8° 43′ 35″ E       |              |
| Tour de Balba                           | Sisco, hameau de Balba, Haute-Corse | Notice no IA2B001910                     | Moyen Âge | 42° 48′ 57,39″ N, 9° 26′ 20,05″ E |              |
| Tour de Bravone (Tour de Bravona)       | Linguizzetta, Haute-Corse           |                                          | | 42° 11′ 42″ N, 9° 33′ 11″ E       |              |
| Tour de Calanca                         | Olmeto, Corse-du-Sud                |                                          | | 41° 41′ 26″ N, 8° 53′ 19″ E       |              |
| Tour de Caldanu                         | Lumio, Haute-Corse                  |                                          | | 42° 34′ 58″ N, 8° 47′ 59″ E       |              |
| Tour de Caldarello (Tour de Figari)     | Pianottoli-Caldarello, Corse-du-Sud | Inscrit MH (1995) · Notice no PA00135316 | | 41° 27′ 53″ N, 9° 03′ 29″ E       |              |
| Tour de Campomoro                       | Belvédère-Campomoro, Corse-du-Sud   | Inscrit MH (1992) · Notice no PA00099143 | | 41° 38′ 20″ N, 8° 48′ 26″ E       |              |
| Tour de Capannella                      | Serra-di-Ferro, Corse-du-Sud        | Notice no IA2A001229                     | | 41° 43′ 20″ N, 8° 47′ 00″ E       |              |
| Tour de Capigliolo                      | Casaglione, Corse-du-Sud            | Notice no IA2A001682                     | | 42° 03′ 56″ N, 8° 43′ 22″ E       |              |
| Tour de Capitello                       | Grosseto-Prugna, Corse-du-Sud       | Inscrit MH (1991) · Notice no PA00099137 | | 41° 54′ 15″ N, 8° 47′ 57″ E       |              |
| Tour de Capo di Feno                    | Ajaccio, Corse-du-Sud               |                                          | | 41° 57′ 44″ N, 8° 35′ 36″ E       |              |
| Tour de Capriona                        | Serra-di-Ferro, Corse-du-Sud        |                                          | | 41° 42′ 28″ N, 8° 47′ 25″ E       |              |
| Tour de Capu di Muru                    | Coti-Chiavari, Corse-du-Sud         | Inscrit MH (1994) · Notice no PA00132603 | | 41° 44′ 59″ N, 8° 40′ 35″ E       |              |
| Tour de Capu Neru                       | Coti-Chiavari, Corse-du-Sud         | Inscrit MH (1994) · Notice no PA00132602 | | 41° 43′ 31″ N, 8° 42′ 34″ E       |              |
| Tour de Cargalu                         | Osani, Corse-du-Sud                 |                                          | | 42° 22′ 14″ N, 8° 32′ 20″ E       |              |
| Tour de Cargèse                         | Cargèse, Corse-du-Sud               |                                          | | 42° 07′ 59″ N, 8° 35′ 22″ E       |              |
| Tour de La Castagna                     | Coti-Chiavari, Corse-du-Sud         |                                          | | 41° 47′ 56″ N, 8° 42′ 52″ E       |              |
| Tour de Castellare (Tour d'Ampuglia)    | Pietracorbara, Haute-Corse          |                                          | | 42° 50′ 01″ N, 9° 28′ 53″ E       |              |
| Tour de Castellucio                     | Ajaccio, Corse-du-Sud               |                                          | Tour rectangulaire reposant à l'extrémité sud-ouest de la plus grande île Mezzu Mare de l'archipel Îles Sanguinaires | 41° 52′ 32″ N, 8° 35′ 16″ E       |              |
| Tour de Centuri                         | Centuri, Haute-Corse                |                                          | | 42° 58′ 00″ N, 9° 20′ 59″ E       |              |
| Tour de Ciocce                          | Pino, Haute-Corse                   |                                          | | 42° 54′ 28″ N, 9° 20′ 58″ E       |              |
| Tour de Diana                           | Aléria, Haute-Corse                 |                                          | | 42° 08′ 31″ N, 9° 33′ 21″ E       |              |
| Tour d'Elbo                             | Osani, Corse-du-Sud                 |                                          | | 42° 22′ 18″ N, 8° 34′ 25″ E       |              |
| Tour d'Erbalunga                        | Brando, Haute-Corse                 | Inscrit MH (1995) · Notice no PA00135319 | | 42° 46′ 25″ N, 9° 28′ 37″ E       |              |
| Tour de Farinole                        | Farinole, Haute-Corse               | Inscrit MH (1993) · Notice no PA00125391 | | 42° 43′ 55″ N, 9° 20′ 34″ E       |              |
| Tour de Fautea                          | Zonza, Corse-du-Sud                 | Inscrit MH (1992) · Notice no PA00099146 | | 41° 42′ 48″ N, 9° 24′ 21″ E       |              |
| Tour de Finocchiarola                   | Rogliano, Haute-Corse               |                                          | | 42° 59′ 03″ N, 9° 28′ 15″ E       |              |
| Tour de Fiorentina                      | San-Giuliano, Haute-Corse           | Notice no IA2B000461                     | | 42° 17′ 00″ N, 9° 33′ 34″ E       |              |
| Tour de Fornali                         | Saint-Florent, Haute-Corse          |                                          | | 42° 41′ 14″ N, 9° 16′ 42″ E       |              |
| Tour de Furiani                         | Furiani, Haute-Corse                | Inscrit MH (1987) · Notice no PA00099199 | | 42° 39′ 30″ N, 9° 24′ 52″ E       |              |
| Tour de Galéria (Tour de Calcinaghja)   | Galéria, Haute-Corse                | Inscrit MH (1994) · Notice no PA00132605 | | 42° 25′ 07″ N, 8° 39′ 27″ E       |              |
| Tour de Giottani                        | Barrettali, Haute-Corse             |                                          | | 42° 52′ 03″ N, 9° 20′ 23″ E       |              |
| Tour de la Giraglia                     | Ersa, Haute-Corse                   | Inscrit MH (2008) · Notice no PA2B000015 | | 43° 01′ 38″ N, 9° 24′ 19″ E       |              |
| Tour de Girolata                        | Osani, Corse-du-Sud                 | Inscrit MH (2013) · Notice no PA2A000003 | | 42° 20′ 51″ N, 8° 36′ 46″ E       |              |
| Tour de l'Isolella                      | Pietrosella, Corse-du-Sud           | Inscrit MH (1992) · Notice no PA00099144 | | 41° 50′ 40″ N, 8° 45′ 17″ E       |              |
| Tour de Losari                          | Belgodère, Haute-Corse              |                                          | | 42° 38′ 29″ N, 9° 00′ 20″ E       |              |
| Tour de Maraghiu                        | Galéria, Haute-Corse                |                                          | | 42° 25′ 43″ N, 8° 41′ 28″ E       |              |
| Tour de Meria                           | Meria, Haute-Corse                  |                                          | | 42° 56′ 05″ N, 9° 28′ 02″ E       |              |
| Tour de Micalona                        | Olmeto, Corse-du-Sud                |                                          | | 41° 42′ 34″ N, 8° 50′ 03″ E       |              |
| Tour di Miomu                           | Santa-Maria-di-Lota, Haute-Corse    | Inscrit MH (1927) · Notice no PA00099244 | | 42° 44′ 29″ N, 9° 27′ 42″ E       |              |
| Tour de Mortella                        | Saint-Florent, Haute-Corse          | Inscrit MH (1991) · Notice no PA00099279 | | 42° 42′ 54″ N, 9° 15′ 25″ E       |              |
| Torre Mozza                             | Calenzana, Haute-Corse              |                                          | | 42° 29′ 12″ N, 8° 41′ 14″ E       |              |
| Tour de Negro                           | Olmeta-di-Capocorso, Haute-Corse    | Inscrit MH (1992) · Notice no PA00099285 | | 42° 45′ 40″ N, 9° 20′ 25″ E       |              |
| Tour de Nonza                           | Nonza, Haute-Corse                  | Inscrit MH (1926) · Notice no PA00099219 | | 42° 47′ 06″ N, 9° 20′ 37″ E       |              |
| Tour d'Olmeto                           | Monacia-d'Aullène, Corse-du-Sud     |                                          | | 41° 28′ 31″ N, 8° 59′ 03″ E       |              |
| Tour d'Omigna                           | Cargèse, Corse-du-Sud               | Inscrit MH (1991) · Notice no PA00099136 | | 42° 08′ 47″ N, 8° 33′ 36″ E       |              |
| Tour d'Orchinu                          | Cargèse, Corse-du-Sud               |                                          | | 42° 10′ 32″ N, 8° 34′ 36″ E       |              |
| Tour d'Orneto                           | Pietracorbara, Haute-Corse          |                                          | | 42° 50′ 56″ N, 9° 25′ 58″ E       |              |
| Tour de l'Osse (Tour de Losso)          | Cagnano, Haute-Corse                | Inscrit MH (1926) · Notice no PA00099168 | | 42° 51′ 40″ N, 9° 28′ 51″ E       |              |
| Tour de la Parata                       | Ajaccio, Corse-du-Sud               |                                          | | 41° 53′ 43″ N, 8° 36′ 30″ E       |              |
| Tour della Parocchia (Torre Franceschi) | Rogliano, Haute-Corse               | Inscrit MH (1935) · Notice no PA00099240 | | 42° 57′ 19″ N, 9° 24′ 57″ E       |              |
| Tour de Pelusella                       | Appietto, Corse-du-Sud              |                                          | | 41° 59′ 34″ N, 8° 39′ 31″ E       |              |
| Tour de Pianosa                         | Occhiatana, Haute-Corse             |                                          | | 42° 38′ 24,37″ N, 8° 59′ 14,95″ E |              |
| Tour de la Pietra                       | L'Île-Rousse, Haute-Corse           |                                          | | 42° 38′ 37″ N, 8° 56′ 06″ E       |              |
| Tour de Pinarellu                       | Zonza, Corse-du-Sud                 | Inscrit MH (1992) · Notice no PA00099147 | | 41° 40′ 14″ N, 9° 23′ 33″ E       |              |
| Maison-tour de Poggio (Tour de Poggiu)  | Ersa, Haute-Corse                   | Classé MH (2007) · Notice no PA2B000009  | | 42° 48′ 57″ N, 9° 22′ 22″ E       |              |
| Tour de Poggio                          | Tomino, Haute-Corse                 |                                          | | 42° 56′ 47″ N, 9° 26′ 38″ E       |              |
| Tour de Porto                           | Ota, Corse-du-Sud                   | Inscrit MH (1946) · Notice no PA00099100 | | 42° 16′ 04″ N, 8° 41′ 29″ E       |              |
| Tour de Prunete                         | Cervione, Haute-Corse               | Notice no IA2B000074                     | | 42° 19′ 17″ N, 9° 32′ 45″ E       |              |
| Tour de Punta d'Arcu                    | Borgo, Haute-Corse                  |                                          | | 42° 33′ 59″ N, 9° 31′ 27″ E       |              |
| Tour de Roccapina                       | Sartène, Corse-du-Sud               | Inscrit MH (1994) · Notice no PA00132604 | | 41° 29′ 44″ N, 8° 55′ 44″ E       |              |
| Tour de Sacro                           | Brando, Haute-Corse                 |                                          | | 42° 47′ 41″ N, 9° 29′ 28″ E       |              |
| Tour de Sagone                          | Vico, Corse-du-Sud                  | Inscrit MH (1974) · Notice no PA00099123 | | 42° 06′ 38″ N, 8° 41′ 12″ E       |              |
| Tour Saint Jean                         | Morsiglia, Haute-Corse              | Inscrit MH (1990) · Notice no PA00099266 | | 42° 56′ 49″ N, 9° 21′ 48″ E       |              |
| Tour de Saleccia                        | Monticello, Haute-Corse             |                                          | | 42° 38′ 24″ N, 8° 58′ 31″ E       |              |
| Tour de San Benedettu                   | Lecci, Corse-du-Sud                 |                                          | | 41° 37′ 02″ N, 9° 19′ 22″ E       |              |
| Tour de San Ciprianu                    | Lecci, Corse-du-Sud                 | Inscrit MH (1995) · Notice no PA00135315 | | 41° 37′ 36″ N, 9° 20′ 45″ E       |              |
| Tour de San Pellegrinu                  | Penta-di-Casinca, Haute-Corse       |                                          | | 42° 27′ 01″ N, 9° 32′ 28″ E       |              |
| Tour de Sant'Amanza                     | Bonifacio, Corse-du-Sud             |                                          | | 41° 25′ 00″ N, 9° 15′ 12″ E       |              |
| Tour Santa Maria della Chiappella       | Rogliano, Haute-Corse               | Inscrit MH (1991) · Notice no PA00099277 | | 42° 59′ 27″ N, 9° 27′ 06″ E       |              |
| Tour de Scalo                           | Pino, Haute-Corse                   |                                          | | 42° 54′ 42″ N, 9° 20′ 41″ E       |              |
| Tour de Scalo (Tour de Scalu)           | L'Île-Rousse Haute-Corse            |                                          | | 42° 38′ 11″ N, 8° 56′ 17″ E       |              |
| Tour du Sel                             | Calvi, Haute-Corse                  | Inscrit MH (1990) · Notice no PA00099175 | | 42° 34′ 02″ N, 8° 45′ 35″ E       |              |
| Tour de Sénèque                         | Luri, Haute-Corse                   | Classé MH (1840) · Notice no PA00099211  | | 42° 54′ 18″ N, 9° 22′ 21″ E       |              |
| Tour de Senetosa                        | Sartène, Corse-du-Sud               | Inscrit MH (1992) · Notice no PA00099145 | | 41° 33′ 51″ N, 8° 47′ 55″ E       |              |
| Tour de Spano                           | Lumio, Haute-Corse                  |                                          | | 42° 36′ 11″ N, 8° 48′ 23″ E       |              |
| Tour de Sponsaglia                      | Bonifacio, Corse-du-Sud             |                                          | | 41° 29′ 03″ N, 9° 17′ 14″ E       |              |
| Tour de Tizzano                         | Sartène, Corse-du-Sud               | Inscrit MH (1985) · Notice no PA00099117 | | 41° 32′ 32″ N, 8° 50′ 49″ E       |              |
| Tour de Tollare                         | Ersa, Haute-Corse                   |                                          | | 43° 00′ 30″ N, 9° 23′ 15″ E       |              |
| Torre Truccia                           | Calenzana, Haute-Corse              |                                          | | 42° 29′ 19″ N, 8° 40′ 35″ E       |              |
| Tour de Turghiu (Tour de Capu Rossu)    | Piana, Corse-du-Sud                 |                                          | | 42° 14′ 11″ N, 8° 33′ 08″ E       |              |
| Tour de Vignale                         | Ghisonaccia, Haute-Corse            |                                          | | 42° 00′ 21″ N, 9° 27′ 25″ E       |              |

## Pour approfondir